# Quyền LGBT ở Na Uy

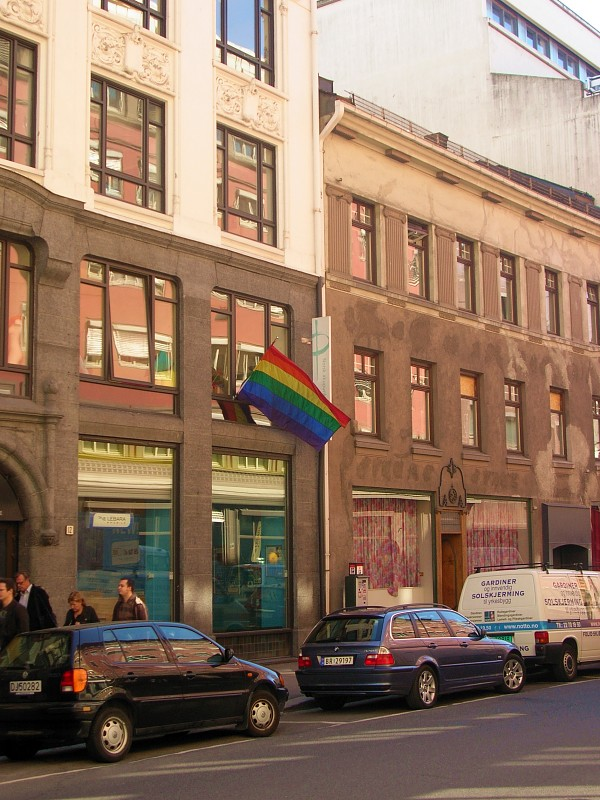
Cờ cầu vồng đang được công khai ở Na Uy

Quyền đồng tính nữ, đồng tính nam, song tính và chuyển giới (tiếng Na Uy: lesbiske, homofile, bifile og transpersoner). Ở Na Uy, giống như hầu hết Scandinavia, rất tự do liên quan đến quyền đồng tính nữ, đồng tính nam, song tính, chuyển giới. Năm 1981, Na Uy trở thành một trong những quốc gia đầu tiên trên thế giới ban hành luật chống phân biệt đối xử một cách rõ ràng bao gồm cả xu hướng tình dục. Hôn nhân đồng giới, nhận con nuôi và IVF/phương pháp điều trị thụ tinh cho các cặp đồng tính nữ là hợp pháp kể từ năm 2009. Năm 2016, Na Uy trở thành quốc gia thứ tư ở châu Âu thông qua luật cho phép thay đổi giới tính hợp pháp đối với người chuyển giới dựa trên sự tự quyết.

## Bảng tóm tắt
| Hoạt động tình dục đồng giới hợp pháp                                                                                       | (Từ năm 1972)                                |
| Độ tuổi đồng ý (16) | (Từ năm 1972)                                |
| Luật chống phân biệt đối xử trong việc làm                                                                                  | (Từ năm 1998)                                |
| Luật chống phân biệt đối xử trong việc cung cấp hàng hóa và dịch vụ                                                         | (Từ năm 1981)                                |
| Luật chống phân biệt đối xử trong tất cả các lĩnh vực khác (bao gồm phân biệt đối xử gián tiếp, ngôn từ kích động thù địch) | (Từ năm 1981)                                |
| Luật chống phân biệt đối xử liên quan đến bản sắc giới                                                                      | (Từ năm 2013)                                |
| Hôn nhân đồng giới | (Từ năm 2009)                                |
| Công nhận các cặp đồng giới                                                                                                 | (Từ năm 1993)                                |
| Con nuôi của các cặp vợ chồng đồng giới                                                                                     | (Từ năm 2002)                                |
| Con nuôi chung của các cặp đồng giới                                                                                        | (Từ năm 2009)                                |
| Người LGBT được phép phục vụ công khai trong quân đội                                                                       | (Từ năm 1979)                                |
| Quyền thay đổi giới tính hợp pháp                                                                                           | (Từ năm 2016)                                |
| Liệu pháp chuyển đổi trên trẻ vị thành niên ngoài vòng pháp luật                                                            | No                                           |
| Truy cập IVF cho đồng tính nữ và làm cha mẹ tự động cho cả hai vợ chồng sau khi sinh                                        | (Since 2009)                                 |
| Mang thai hộ cho các cặp đồng tính nam                                                                                      | (Cấm bất kể giới tính hay xu hướng tình dục) |
| NQHN được phép hiến máu | / (Từ năm 2017; Thời gian trì hoãn 1 năm)    |